# دنیل رز راسل
دنیل رز راسل (به انگلیسی: Danielle Rose Russell) (زادهٔ ۳۱ اکتبر ۱۹۹۹)، هنرپیشه و مدل آمریکایی است. عمده شهرت وی به دلیل ایفای نقش هوپ مایکلسون در سریال اصیل ها و میراث ها می باشد. در سال ۲۰۱۸، راسل به جمع بازیگران فصل پنجم و پایانی مجموعه تلویزیونی درام شبکهٔ سی‌دابلیو یعنی اصیل‌ها پیوست، و همچنین بار دیگر نقش خود را در سریال مشتق میراث تکرار کرد، که از ۲۵ اکتبر ۲۰۱۸ پخش شد . او بیشتر برای ایفای نقش‌های مکمل در فیلم‌هایی نظیر قدم زدن میان قبرها (۲۰۱۴)، آلوها (۲۰۱۵) و اعجوبه (۲۰۱۷) شناخته شده‌است.

## حرفه
اولین نقش او در فیلم قدم زدن میان قبرها بود. او در این فیلم در نقش دختر ۱۴ ساله یک فروشنده مواد مخدر روس ظاهر شد. او سال ۲۰۱۵ در فیلم آلوها ایفای نقش کرد. در سال ۲۰۱۶، راسل در شش قسمت از مجموعه تلویزیونی کوتاه مدت آخرین تایکون ظاهر شد. همچنین در سال ۲۰۱۷ نقش مهمی در فیلم اعجوبه بازی کرد.
در ژوئیه ۲۰۱۸، او به عنوان بازیگر نقش نوجوانی هوپ مایکلسون در پنجمین و آخرین فصل مجموعه تلویزیونی اصیل‌ها از شبکه سی‌دابلیو انتخاب شد. در ماه مه ۲۰۱۸، وی نقش هوپ مایکلسون را در سریال میراث، که اسپین آفی از سریال اصیل‌ها است ادامه داد.

## فیلم‌شناسی
| سال       | نام سریال          | نقش           | یاداشت                    |
| --------- | ------------------ | ------------- | ------------------------- |
| ۲۰۱۴      | قدم زدن میان قبرها | لوسیا         | فیلم                      |
| ۲۰۱۵      | آلوها              | گریس          | فیلم                      |
| ۲۰۱۶      | پاندمیک            | مگان          | فیلم                      |
| ۲۰۱۶      | آخرین تایکون       | دارلا مینر    | سریال، تکرار نقش (۶ قسمت) |
| ۲۰۱۷      | اعجوبه             | میراندا       | فیلم                      |
| ۲۰۱۸      | اصیل‌ها             | هوپ مایکلسون  | سریال                     |
| ۲۰۱۸      | اندازه‌گیری یک مرد  | جوانی ویلیامز | فیلم                      |
| 2018-2022 | میراث              | هوپ مایکلسون  | سریال                     |